# Liste der Oberbürgermeister der Stadt Köln

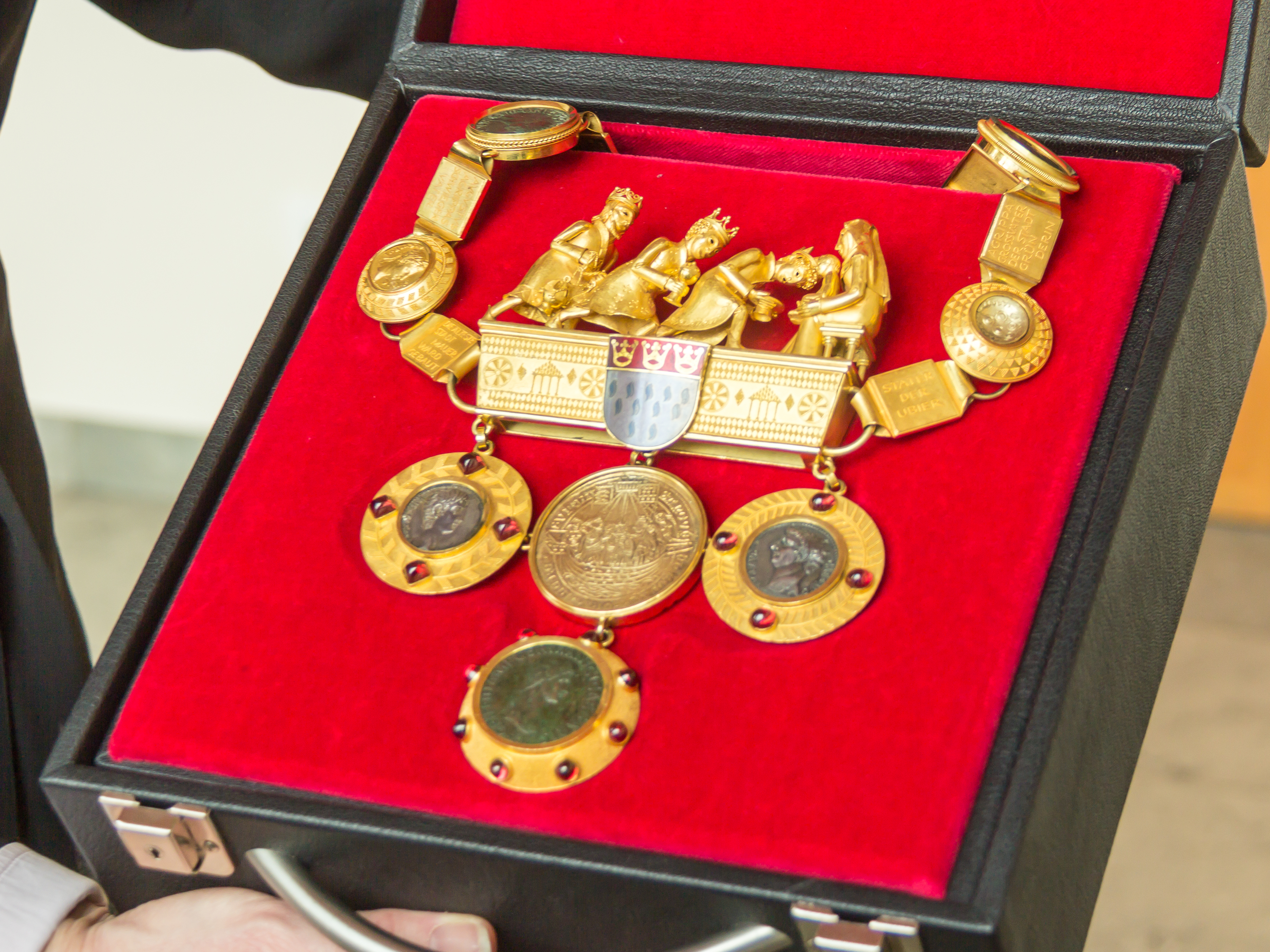
Amtskette der Kölner Oberbürgermeister

Die Liste der Oberbürgermeister der Stadt Köln listet die Leiter der Stadtverwaltung von 1796 bis heute auf. Durch die Einführung eines Oberstadtdirektors von 1946 bis 1999 gab es neben dem Oberbürgermeister eine zweite Stadtspitze.
Für das 12. Jahrhundert bis 1795 siehe Liste der Kölner Bürgermeister.

## Oberbürgermeister

### Bürgermeister (Maire) in der französischen Zeit
Kölner Bürgermeister in der französischen Zeit (1796–1814)
| Amtszeit                               | Bild                                                  | Bürgermeister / Lebensdaten               | Anmerkungen                 |
| -------------------------------------- | ----------------------------------------------------- | ----------------------------------------- | --------------------------- |
| 28. Mai 1796 – 21. März 1797           |                                                       | Johann Jakob von Wittgenstein (1754–1823) | Präsident der Munizipalität |
| 21. März 1797 – 23. Juni 1797          |                                                       | Johann Jakob von Wittgenstein (1754–1823) | Bürgermeister               |
| 21. März 1797 – 23. Juni 1797          | Heinrich Josef von Groote (1762–1823)                 |                                           | Bürgermeister               |
| 24. Juni 1797 – 7. September 1797      |                                                       | Franz Jakob von Hilgers (1745–1821)       | Bürgermeister               |
| 24. Juni 1797 – 23. Juli 1797          | Johann Arnold Theodor von Stadtlohn († 23. Juli 1797) |                                           | Bürgermeister               |
| 23. Juli 1797 – 7. September 1797      | Goswin von Heinsberg                                  |                                           | Bürgermeister               |
| 7. September 1797 – 16. September 1797 |                                                       | Maximilian von Kempis (1757–1823)         | Präsident des Magistrats    |
| 16. September 1797 – 8. April 1798     |                                                       | Peter Josef Zurhoven                      | Präsident des Magistrats    |
| 9. April 1798 – 18. Dezember 1798      |                                                       | Peter Josef Fuchs                         | Präsident der Munizipalität |
| 18. Dezember 1798 – 25. Dezember 1800  |                                                       | Gerhard Engelbert Simons                  | Präsident der Munizipalität |
| 25. Dezember 1800 – 29. April 1801     |                                                       | Friedrich Heinrich Herstatt               |                             |
| 30. April 1801 – 3. April 1803         |                                                       | Johann Peter Kramer                       |                             |
| 4. April 1803 – 18. August 1803        |                                                       | Friedrich Heinrich Herstatt               |                             |
| 18. August 1803 – 15. Januar 1814      |                                                       | Johann Jakob von Wittgenstein (1754–1823) |                             |

### Oberbürgermeister in preußischer Zeit
Kölner Oberbürgermeister in preußischer Zeit (1814–1933)
| Amtszeit                             | Bild | Bürgermeister / Lebensdaten               | Partei               | Anmerkungen                                       |
| ------------------------------------ | ---- | ----------------------------------------- | -------------------- | ------------------------------------------------- |
| 15. Januar 1814 – 11. Mai 1815       |      | Johann Jakob von Wittgenstein (1754–1823) |                      | Bürgermeister                                     |
| 11. Mai 1815 – 31. August 1819       |      | Karl Josef von Mylius (1778–1838)         |                      | kommissarisch                                     |
| 1. September 1819 – 8. November 1823 |      | Franz Rudolf von Monschaw (1760–1841)     |                      |                                                   |
| 8. November 1823 – 8. November 1848  |      | Johann Adolph Steinberger (1777–1866)     |                      | bis heute dienstlängster Kölner Oberbürgermeister |
| 18. November 1848 – 28. Februar 1851 |      | Friedrich Wilhelm Graeff (1803–1885)      |                      | kommissarisch                                     |
| 27. Mai 1851 – 27. Mai 1863          |      | Hermann Joseph Stupp (1793–1870)          | galt als liberal     |                                                   |
| 29. Mai 1863 – 29. Mai 1875          |      | Alexander Bachem (1806–1878)              | galt als sozial-dem. | 1847–1857 Oberbürgermeister der Stadt Koblenz     |
| 5. Juni 1875 – 9. Dezember 1885      |      | Hermann Heinrich Becker (1820–1885)       | DFP                  | 1871–1872 Oberbürgermeister der Stadt Dortmund    |
| 1. Juni 1886 – 14. September 1907    |      | Friedrich Wilhelm von Becker (1835–1924)  | galt als konservativ | 1876–1886 Oberbürgermeister der Stadt Düsseldorf  |
| 1. Oktober 1907 – 8. August 1917     |      | Max Wallraf (1859–1941)                   | konservativ          |                                                   |
| 18. Oktober 1917 – 13. März 1933     |      | Konrad Adenauer (1876–1967)               | Zentrum              |                                                   |

| Legende                 | Legende            |
| ----------------------- | ------------------ |
| politische Orientierung |                    |
|                         | Konservativ        |
|                         | Sozialdemokratisch |
|                         | Liberal            |

### Oberbürgermeister zur Zeit des Nationalsozialismus
Kölner Oberbürgermeister zur Zeit des Nationalsozialismus (1933–1945)
| Amtszeit                            | Bild | Bürgermeister / Lebensdaten     | Partei | Anmerkungen                                   |
| ----------------------------------- | ---- | ------------------------------- | ------ | --------------------------------------------- |
| 13. März 1933 – 8. Dezember 1936    |      | Günter Riesen (1892–1951)       | NSDAP  | kommissarisch bis 9. Nov. 1933                |
| 20. Januar 1937 – 26. November 1940 |      | Karl Georg Schmidt (1904–1940)  | NSDAP  |                                               |
| 3. Januar 1941 – 20. Juni 1944      |      | Peter Winkelnkemper (1902–1944) | NSDAP  |                                               |
| 20. Juni 1944 – 6. März 1945        |      | Robert Brandes (1899–1987)      | NSDAP  | kommissarisch, rechtsrheinisch bis April 1945 |

### Oberbürgermeister seit 1945
Kölner Oberbürgermeister seit 1945
| Amtszeit                              | Bild | Bürgermeister / Lebensdaten      | Partei    | Anmerkungen                                               |
| ------------------------------------- | ---- | -------------------------------- | --------- | --------------------------------------------------------- |
| 16. März 1945 – 4. Mai 1945           |      | Willi Suth (1881–1956)           | CDU       | Leiter der Stadtverwaltung                                |
| 4. Mai 1945 – 6. Oktober 1945         |      | Konrad Adenauer (1876–1967)      | CDU       |                                                           |
| 6. Oktober 1945 – 20. November 1945   |      | Willi Suth (1881–1956)           | CDU       | kommissarisch                                             |
| 20. November 1945 – 31. Mai 1948      |      | Hermann Pünder (1888–1976)       | CDU       | Einführung der Kölnischen Stadtverfassung am 7. März 1946 |
| 1. Juni 1948 – 15. November 1948      |      | Ernst Schwering (1886–1962)      | CDU       |                                                           |
| 15. November 1948 – 9. Dezember 1949  |      | Robert Görlinger (1888–1954)     | SPD       | Losentscheid nach Patt bei Wahl im Stadtrat               |
| 9. Dezember 1949 – 23. November 1950  |      | Ernst Schwering (1886–1962)      | CDU       |                                                           |
| 23. November 1950 – 8. November 1951  |      | Robert Görlinger (1888–1954)     | SPD       |                                                           |
| 8. November 1951 – 9. November 1956   |      | Ernst Schwering (1886–1962)      | CDU       |                                                           |
| 9. November 1956 – 17. Dezember 1973  |      | Theo Burauen (1906–1987)         | SPD       |                                                           |
| 20. Dezember 1973 – 28. Oktober 1980  |      | John van Nes Ziegler (1921–2006) | SPD       |                                                           |
| 28. Oktober 1980 – 30. September 1999 |      | Norbert Burger (1932–2012)       | SPD       |                                                           |
| 1. Oktober 1999 – 17. März 2000       |      | Harry Blum (1944–2000)           | CDU       | erster direkt gewählter Oberbürgermeister                 |
| 20. September 2000 – 20. Oktober 2009 |      | Fritz Schramma (* 1947)          | CDU       | 2003 in schwarz-grüner Koalition                          |
| 21. Oktober 2009 – 20. Oktober 2015   |      | Jürgen Roters (* 1949)           | SPD       |                                                           |
| 22. Oktober 2015 – amtierend          |      | Henriette Reker (* 1956)         | parteilos | erste Oberbürgermeisterin Kölns                           |

Seit 1842 sind die Kölner Oberbürgermeister geborene Mitglieder im Vorstand des Zentral-Dombau-Vereins zu Köln von 1842.

## Oberstadtdirektoren 1946–1999
| 1946–1953: | Willi Suth                                                      |
| 1953–1965: | Max Adenauer (CDU)                                              |
| 1965–1977: | Heinz Mohnen                                                    |
| 1977–1989: | Kurt Rossa                                                      |
| 1989–1990: | Heinz Ludger Uhlenküken (CDU) (als Stadtdirektor kommissarisch) |
| 1990–1998: | Lothar Ruschmeier (SPD)                                         |
| 1998–1999: | Klaus Heugel (SPD)                                              |